# مخيم صيفي

المخيم الصيفي هو برنامج مراقبة للأطفال أو المراهقين في الغالب يكون خلال أشهر الصيف في بعض البلدان وتكون دائما مناسبة لجميع الأعمار. إلا أن هناك تصنيف يصنفها وفق المعايير الخاصة بالدول ويوجد أنواع من المخيمات الصيفية منها مخيمات الفنون المسرحية، والموسيقى، والحواسيب، وتعلم اللغة، والرياضيات، والأطفال ذوي الاحتياجات الخاصة، وفقدان الوزن. الغرض الأساسي من من المخيمات هو التنمية التعليمية والثقافية.

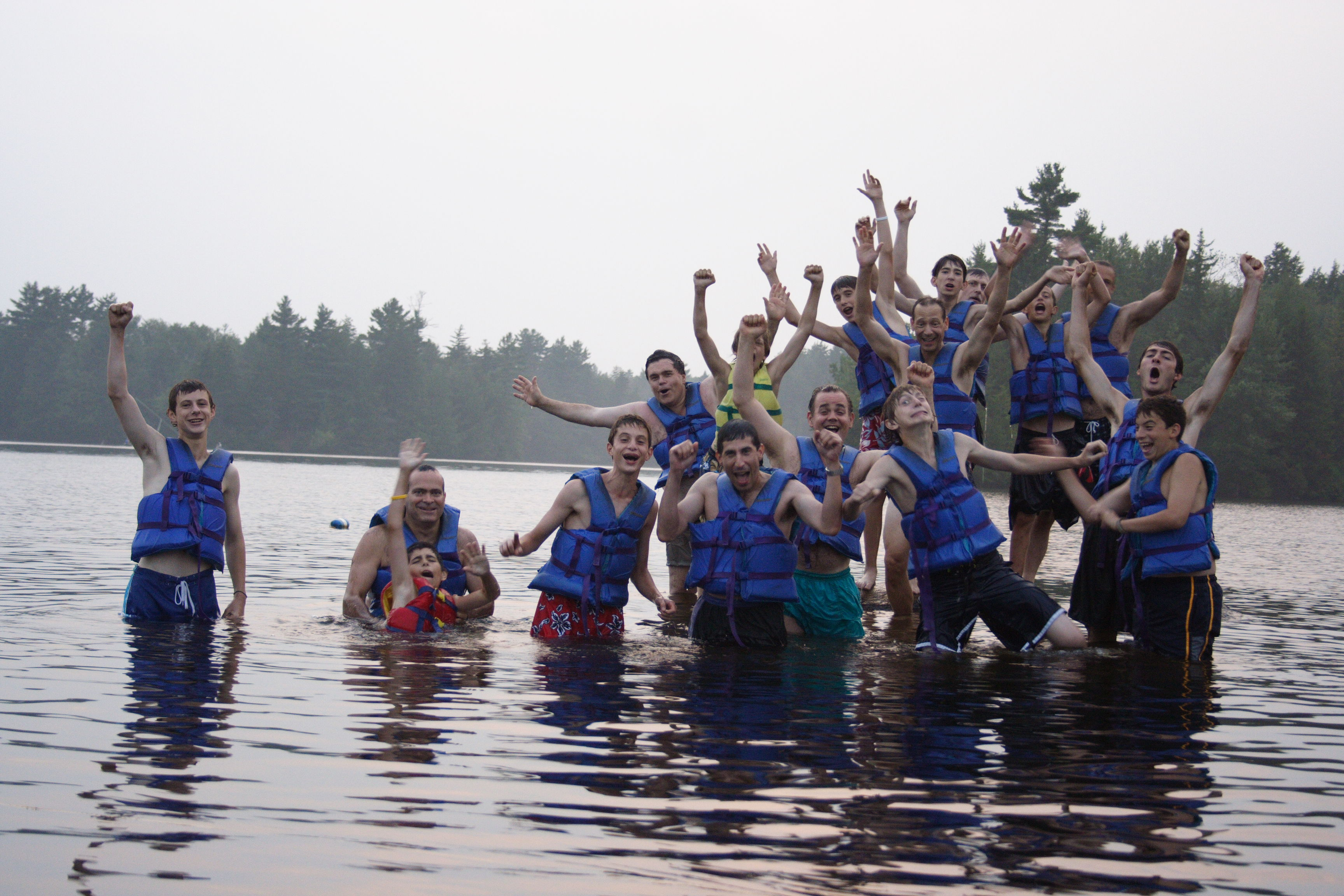
بعض المهارات المكتسبة من المخيمات هي السباحة

## التنظيم
في معظم المخيمات، ويسمى كبار المشرفين على المخيم، «الكابتن الزعيم» في العديد من المخيمات، يتم تعيين مستشارين لمجموعات أصغر من المعسكر.